# Чавловица
Чавловица је насељено мјесто у општини Двор, у Банији, Сисачко-мославачка жупанија, Република Хрватска.

## Историја
Чавловица се од распада Југославије до августа 1995. године налазила у Републици Српској Крајини.

## Становништво
Насеље је према попису становништва из 2011. године имало 2 становника.
| Националност       | 1991. | 1981. | 1971. | 1961. |
| Срби               | 122   | 164   | 249   | 314   |
| Југословени        |       | 1     |       |       |
| остали и непознато |       |       |       |       |
| Укупно             | 122   | 165   | 249   | 314   |

| Демографија | Демографија | Демографија |
| Година      | Становника  | Становника  |
| ----------- | ----------- | ----------- |
| 1961.       | 314         |             |
| 1971.       | 249         |             |
| 1981.       | 165         |             |
| 1991.       | 122         |             |
| 2001.       | 8           |             |
| 2011.       |             | 2           |